# Fritz Teufel
Fritz Teufel (Ingelheim, 17 de juny de 1943 - Berlín, 6 de juliol de 2010) va ser un activista polític alemany, figura destacada del panorama polític de l'esquerra a l'Alemanya Occidental de la dècada de 1960. Va ser un dels fundadors de la Kommune 1 i va cultivar una imatge pública teatral i divertida, encapsulada en la idea de la Spaßguerilla («guerrilla divertida»). A la dècada de 1970 va rebutjar aquesta imatge i es va involucrar amb el grup armat Moviment 2 de juny. Va ser detingut diverses vegades als anys 1960 i 1970.

## Trajectòria

### Orígens i «guerrilla divertida»
Teufel va néixer el 17 de juny de 1943 a Ingelheim i va créixer a Ludwigsburg. Va assistir a la Universitat Lliure de Berlín, estudiant literatura i teatre alemany, fet que li va permetre evitar el reclutament forçós a les forces armades. Atret per la història contemporània alemanya, va viatjar diverses vegades a Frankfurt del Main per a seguir de prop els judicis de Frankfurt Auschwitz. El gener de 1967, juntament amb Dieter Kunzelmann i altres revolucionaris, va fundar la Kommune 1 a Stuttgarter Platz (Berlín Occidental), la primera comuna amb motivació política del país. Teufel va ser un dels instigadors del que es va conèixer com l'«assassinat de púding», en què manifestants planejaven llançar bosses de plàstic farcides de farina, púding i iogurt al vicepresident dels Estats Units Hubert H. Humphrey, durant una visita d'estat l'abril de 1967. Onze dels participants a l'acció van ser arrestats, però van ser alliberats ràpidament, i Teufel es va anar convertint en una celebritat.
Després d’una manifestació el 2 de juny de 1967 contra el Xa de Pèrsia, que va resultar en l'assassinat del manifestant Benno Ohnesorg a mans de la policia, va ser arrestat i acusat de violació greu de la pau. No va ser fins al desembre que va ser alliberat, després que hagués començat una vaga de fam, juntament amb molts altres estudiants. Els seus simpatitzants van fer manifestacions, cantant «Llibertat per a Fritz Teufel» i «Traieu el diable de Moabit!» (Teufel va ser detingut a la presó de Moabit i la paraula «teufel» en alemany significa «diable»). Finalment, va ser absolt dels càrrecs però va passar sis mesos detingut abans de ser alliberat.

### Lluita armada i empresonament
Tal com va succeir amb Dieter Kunzelmann i altres activistes d'esquerra alemanys, a finals dels anys 1960 va derivar cap a la pràctica de la lluita armada. L'any 1970 va dir a un periodista que «el pallasso Teufel ha mort». Després de ser expulsat de la Kommune 1, es va traslladar a Múnic, on va viure en una comuna amb la futura membre de la Fracció de l'Exèrcit Roig Irmgard Möller. Teufel va fundar l'organització Tupamaros Múnic i, més tard, es va implicar amb el Moviment 2 de juny. A principis de la dècada de 1970 va ser arrestat per la participació en l'incendi amb col·locació de bomba d'un jutjat de Múnic, per la qual cosa va ser condemnat a dos anys de presó.
El 1975 va ser arrestat de nou amb una pistola a la cintura i una escopeta de canó retallat en una bossa. En aquell moment va ser acusat de participar en el segrest perpetrat pel Moviment el 2 de juny contra Peter Lorenz, líder polític de la secció berlinesa del partit conservador Unió Demòcrata Cristiana d'Alemanya. Per aquests fets va estar empresonat, de forma preventiva, durant cinc anys abans que presentés una coartada hermètica al judici, demostrant que, durant la data en qüestió, estava treballant amb un nom fals en una fàbrica d'Essen. Més tard va dir que s'havia mantingut en silenci fins al moment per tal d'exposar defectes en el sistema judicial alemany. El 30 d'octubre de 1980 va ser condemnat a 5 anys de presó, el temps que ja havia passat en preventiva, pels delictes de possessió d'armes de foc i pertinença a organització armada. El delicte de comissió de robatori, recolzat pel ministeri fiscal, finalment es va retirar per manca de proves.

### Alliberament i darrers anys
Quan va sortir de la presó, va trencar relacions amb l'esquerra més radical. Tot i així, l'any 1982, durant un debat televisiu, va ruixar amb una pistola d'aigua el ministre federal alemany de Finances Hans Matthöfer, del Partit Socialdemòcrata d'Alemanya (SPD). En resposta, el ministre va buidar-li una copa de vi a sobre. L'any 1984 va viure breument a Londres per a guanyar-se la vida com a forner però, just després, va tornar a Berlín on va treballar en la redacció d'articles al Die Tageszeitung i com a missatger en bicicleta. Va estar disposat a concedir entrevistes amb periodistes només amb la condició que estiguessin d'acord a jugar durant una hora a tennis de taula abans de respondre a qualsevol pregunta. El 2001 va rebre el premi Wolfgang-Neuss pel coratge civil atorgat. En el seu reconeixement va manifestar: «gràcies als meus fills no nascuts i no salvats que em permeten viure una vida de luxe i alegria». Va passar els seus darrers anys de vida amb la seva parella Helene Lollo i els seus amics al barri de Wedding de Berlín.

### Mort i profanació funerària
El 6 de juliol de 2010 va morir a Berlín, als 67 anys, per causa de la malaltia de Parkinson que patia. El 15 de juliol de 2010 va ser enterrat al cementiri de Dorotheenstadt, situat al barri de Mitte de la capital alemanya. Ulrich Enzensberger i Hans-Christian Ströbele van retre-li homenatge a l'obituari.
El 6 d’agost de 2010 es va descobrir el robatori de l'urna funerària de Teufel. Atès que es van assumir la profanació de la tomba per motius polítics, el cos policíac de seguretat estatal (Staatsschutz) es va fer càrrec de la investigació. Com a engany, les cendres es van escampar a l'entorn més proper a la tomba, tot i que després es va descobrir que no provenien de l'urna de Teufel. El 13 d'agost de 2010 es va trobar l'urna funerària al barri berlinès de Dahlem, al costat de la tomba de Rudi Dutschke. Paral·lelament, i basant-se en una carta de confessió, la policia va tancar el cas després d'assumir que la profanació va ser una broma dels simpatitzants polítics de Teufel.

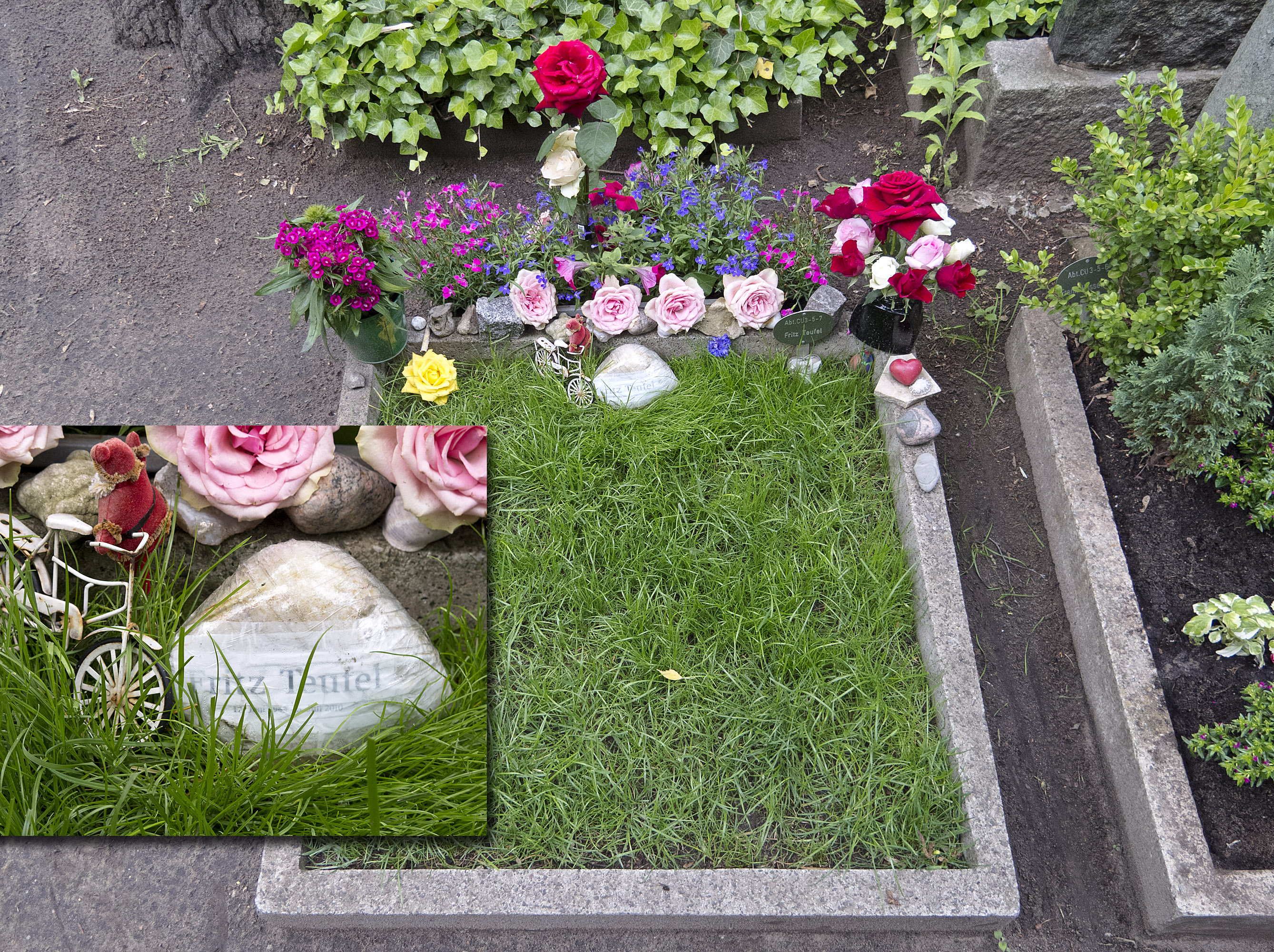
Tomba al cementiri de Dorotheenstadt (2012)
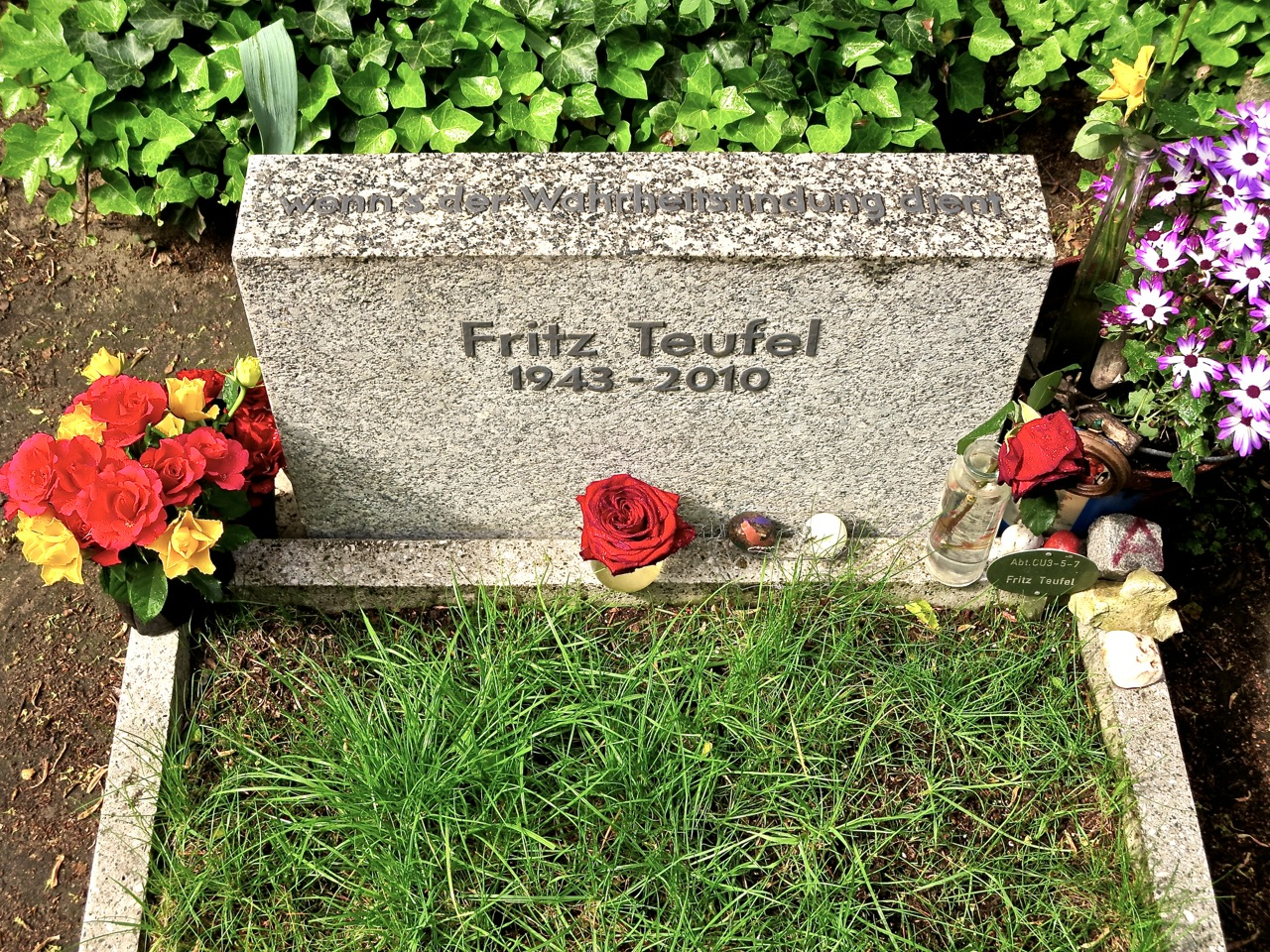
Tomba de nou disseny (2014) amb la inscripció de làpida «Si serveix per a establir la veritat»